# Falanstéra

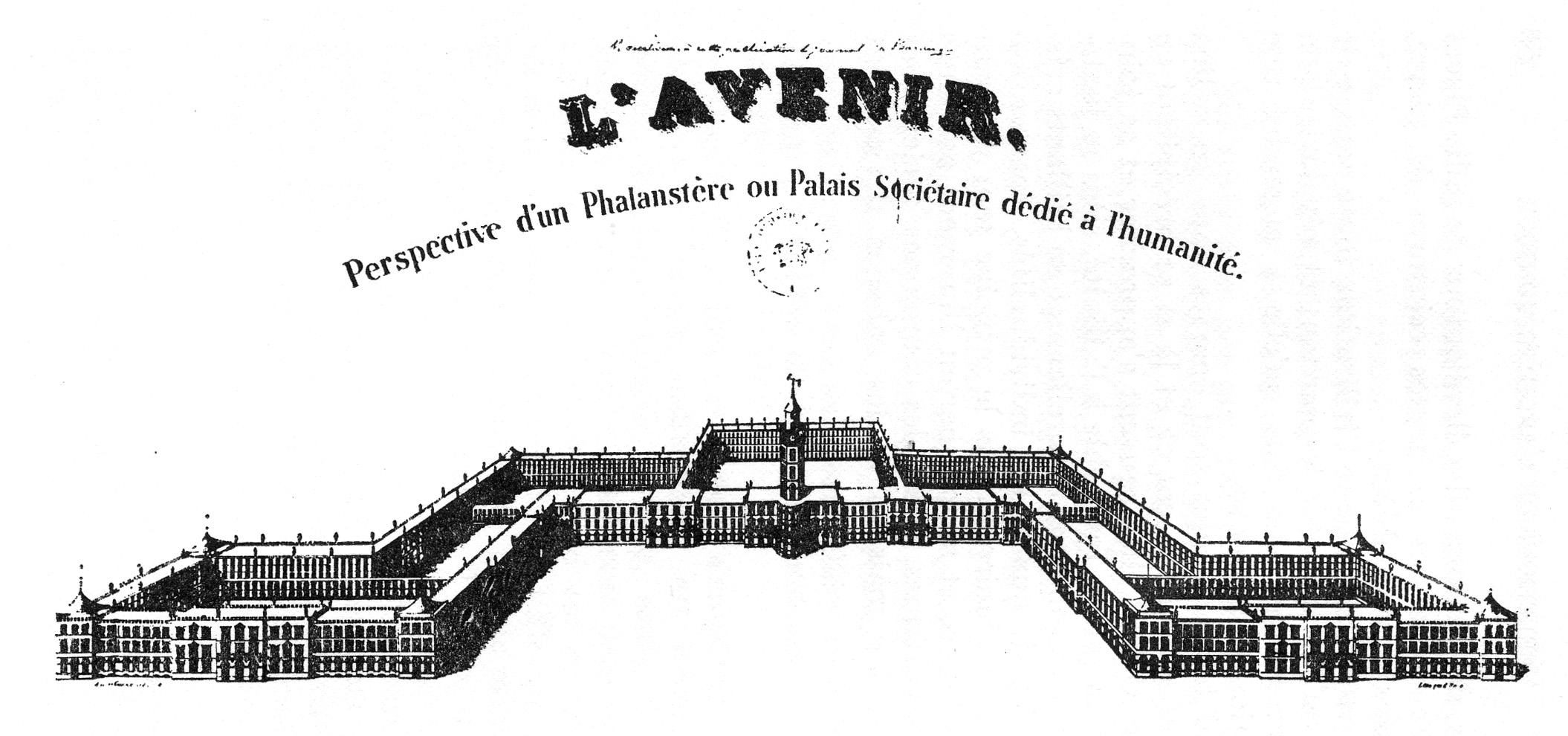
Falanstéra

Falanstéra (francouzsky phalanstère) měla být obrovská budova, ve které by společně žili a pracovali příslušníci tzv. falangy podle představ francouzského utopického socialisty Charlese Fouriera. Název Fourier odvodil z francouzských slov phalange (falanga, starověká sevřená obdélníková formace pěchoty) a monastère (klášter). Někdy Fourier budovu také nazýval Palác harmonie. Samotný Fourier nemohl kvůli nedostatku financí založit jedinou falanstéru, ale některým z jeho následovníků se to podařilo. Žádná falanga však netrvala déle než 12 let.
Falanstéra měla být obklopena územím dostatečným pro zemědělskou a řemeslnou výrobu tohoto společenství, které mělo být soběstačné, aby odpadla role obchodníků. Mělo jich být vytvořeno na tři milióny a Země měla být jedinou republikou. Fourier dále došel k názoru, že existuje dvanáct lidských vášní, které se mezi sebou mísí, takže vytváří 810 charakterů. Na tomto základě definoval počet obyvatel falanstéry na 810 mužů a 810 žen, tj. na 1620 osob.

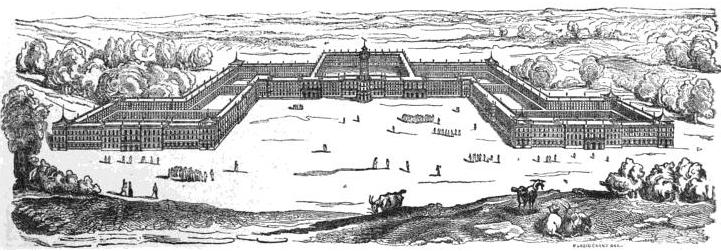
Falanstéra

Každý by ve falanstéře vykonával to, k čemu má největší vlohy, přičemž by podle harmonogramu vystřídal za den několik různých činností, aby se mu práce neomrzela. Odměňován by měl být podle vykonané práce, protože Fourier předpokládal zachování soukromého vlastnictví i majetkových rozdílů. Práce však měla být přirozenou potřebou a v tomto společenském ideálu se měly vychovávat děti. Večer po zaměstnání by se obyvatelé falanstéry scházeli k takzvané burze, na které by se podle počtu zájemců sestavily pracovní skupiny na příští den. Ve volném čase by se pak se mohli účastnit různých her a kulturních programů.
Falanstéra se měla skládat ze střední části a dvou křídel. Střední část měla obsahovat jídelny, zasedací a studijní místnosti a knihovny. Jedno boční křídlo mělo být určeno pro řemeslnou a další hlučnou práci a pro výchovu dětí, které jsou při hraní také hlučné. Druhé křídlo bylo navrženo jako velký hotel se soukromými byty, tanečními sály a salonky.
Fourier neusiloval o zrušení rodiny jako instituce, předpokládal však její rozvolnění, protože podle jeho názoru většina lidí stejně nestojí o celoživotní monogamii. Proto by měly být při falanstérách zřízeny Dvory lásky, kde by si zájemci mohli volně hledat partnery.